# Rejon starosieniawski
Rejon starosieniawski – jednostka administracyjna wchodząca w skład obwodu chmielnickiego Ukrainy.
Rejon utworzony w 1937 z części obszaru powiatów lityńskiego i zwiahelskiego. Ma powierzchnię 670 km² i liczy około 20 tysięcy mieszkańców. Siedzibą władz rejonu jest Stara Sieniawa.
Na terenie rejonu znajdują się 1 osiedlowa rada i 19 silskich rad, obejmujących w sumie 44 miejscowości.

## Miejscowości rejonu
- Adampol (Адампіль)
- (Бабине)
- (Буглаї)
- Charkowce (Харківці)
- Cymbałówka (Цимбалівка)
- Czechy (Чехи)
- Daszkowce (Дашківці)
- (Дубова)
- (Гончариха)
- (Гречана)
- Iwankiwci (Іванківці)
- Jówki (Івки)
- (Ілятка)
- Jabłonówka (Яблунівка)
- (Йосипівка)
- (Карпівці)
- (Красносілка)
- (Липки)
- (Лисанівці)
- (Миколаївка)
- Misiorówka (Мисюрівка)
- Mszaniec[2]  (Мшанець)
- (Ожарівка)
- (Олександрівка)
- (Олексіївка)
- (Паньківці)
- (Паплинці)
- (Пасічна)
- (Перекора)
- (Петрівське)
- (Пилявка)
- Pyszky (Пишки)
- (Подоляни)
- Piławce (Пилявка)
- (Рідкодуб)
- Sieniawa Nowa (Нова Синявка)
- Stara Sieniawa (Стара Синява)
- Szczerbanie (Щербані)
- (Сьомаки)
- Teleżyńce (Теліжинці)
- (Травневе)
- (Уласово-Русанівка)
- (Вишневе)
- (Залісся)
- Zastawce[3] (Заставці)